# 25513 Weseley
25513 Weseley è un asteroide della fascia principale. Scoperto nel 1999, presenta un'orbita caratterizzata da un semiasse maggiore pari a 2,2406198 UA e da un'eccentricità di 0,0467726, inclinata di 5,09624° rispetto all'eclittica.